# Robert Niță
Robert Ionel Niță (n. 2 aprilie 1977, București, România ) este un fost fotbalist român, cunoscut pentru activitatea la echipele Foresta Suceava și Rapid București. În sezonul de Divizia A 2000-2001 a fost al treilea golgheter al competiției, cu 14 goluri (9 marcate pentru Foresta Suceava dintre care 2 marcate în poarta echipei Dinamo București în 2000 ). A fost moderatorul emisiunii Sunt bun, dar nu mă vede nimeni! de pe Sport Klub.

## Cariera

### Jucator
Robert Niță s-a născut la București , iar primul său club a fost Steaua București din România. Ulterior s-a alăturat Corvinului Hunedoara , Cimentul Fieni și Oțelul Galați unde a fost unul dintre cei mai buni jucători din echipă. În 1999, s-a întors la Steaua pentru o scurtă perioadă. Apoi a semnat cu Foresta Suceava și a marcat 9 goluri în 15 meciuri. În 2000, a venit la Rapid București , sezonul 2000–01 a terminat pe locul 3 în clasamentul cu 14 goluri (9 marcate pentru Foresta Suceava ) în Liga I. În 2004, a fost cumpărat de echipa israeliană Hapoel Be'er Sheva. Se semnează în continuare cu Gloria Bistrița și Pandurii Târgu-Jiu . În 2008, s-a alăturat lui Viettel din Vietnam și s-a retras acolo.

### Nationala
Robert Niță a jucat de 30 de ori pentru România U-17 și a marcat 12 goluri. A jucat și pentru România U-21 9 meciuri și a marcat 2 goluri.

## Palmares
- La Rapid:[7]
  - Divizia A (1): 2002-2003
  - Supercupa României (2): 2002, 2003

## Statistici

### Apariții și goluri la club
| Anul        | Echipa                | Pozitia  | Meciuri jucate | Goluri |
| ----------- | --------------------- | -------- | -------------- | ------ |
| - 1997      | Steaua București      | Juniorat |                |        |
| 1997 - 1998 | Steaua București      | 1A       | 0              | 0      |
| 1997 - 1998 | Corvinul Hunedoara    | 9B       | 13             | 1      |
| 1998 - 1999 | Cimentul Fieni        | 3B       | 10             | 7      |
| 1998 - 1999 | Oțelul Galați         | 6A       | 7              | 1      |
| 1999 - 2000 | Oțelul Galați         | 8A       | 12             | 3      |
| 1999 - 2000 | Steaua București      | 3A       | 5              | 0      |
| 2000 - 2001 | NC Foresta Suceava    | 13A      | 15             | 9      |
| 2000 - 2001 | Rapid București       | 4A       | 12             | 5      |
| 2001 - 2002 | Rapid București       | 3A       | 23             | 1      |
| 2002 - 2003 | Rapid București       | 1A       | 19             | 5      |
| 2003 - 2004 | Rapid București       | 3A       | 25             | 8      |
| 2004 - 2005 | Hapoel Beer-Sheva     | 12A      | 7              | 2      |
| 2004 - 2005 | Gloria Bistrița       | 13A      | 7              | 0      |
| 2005 - 2006 | Pandurii Târgu-Jiu    | 15A      | 6              | 1      |
| 2005 - 2006 | Veria FC              | 5B       |                |        |
| 2006 - 2007 | Rocar ANEFS București | 3C       |                |        |
| 2007 - 2008 | Rocar ANEFS București | 7C       |                |        |
| 2008 - 2008 | The Cong Viettel FC   | 8A       |                |        |
| 2009 - 2009 | The Cong Viettel FC   | 9A       |                |        |